# Вабля (річка)
Ва́бля — річка в Україні, в Бородянському та Макарівському районах Київської області, ліва притока Здвижу (басейн Дніпра).
Довжина бл.16 кілометрів.
Бере початок урочищі В'юне, поблизу села Королівка.
Далі протікає через село Королівка, де на річці влаштовано став. Далі тече на північ і в селі Озерщина, де на річці влаштовано ставок, приймає першу притоку. Далі тече на схід, приймає другу свою притоку (на карті сер. XIX ст. має назву Желізниця). Потім протікає через село Вабля, де на річці влаштовано ставок, і за 3 км впадає у Здвиж.
Останні 600 метрів русло частково каналізоване.

## Галерея

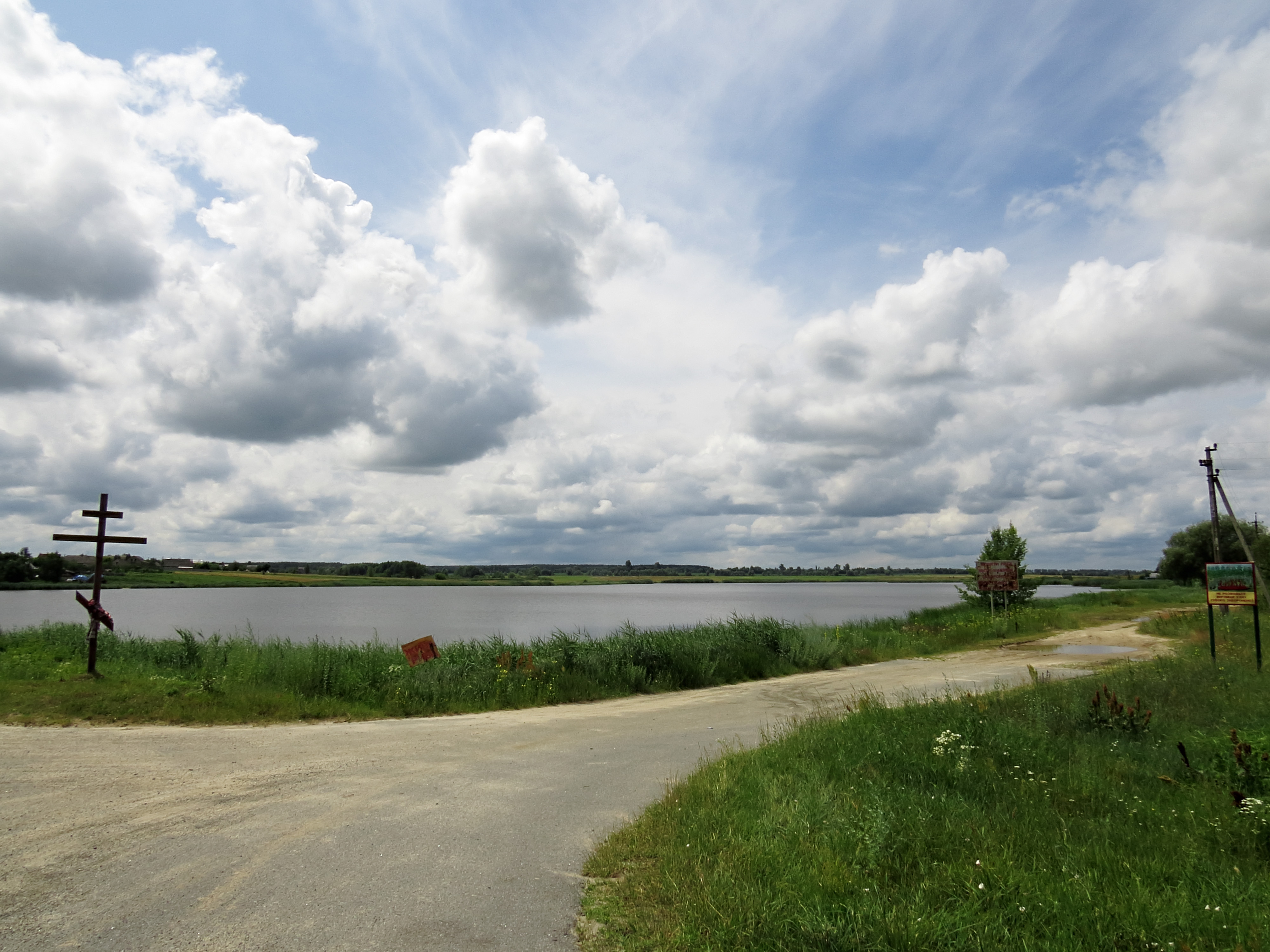